# 昭和基地
昭和基地（しょうわきち）は、南極圏内の東オングル島にある日本の観測基地。南緯69度00分25.05秒 東経39度35分01.48秒 / 南緯69.0069583度 東経39.5837444度、標高28.8 m（楕円体高 50.0 m）。基地の名称は建設された時代の元号「昭和」にちなむ。リュツォ・ホルム湾の東岸に位置する。北側の海はインド洋につながり、マダガスカル島の真南約6800 kmに位置し、南極観測船の母港・横須賀からの直線距離は約14000 kmである。

## 概要

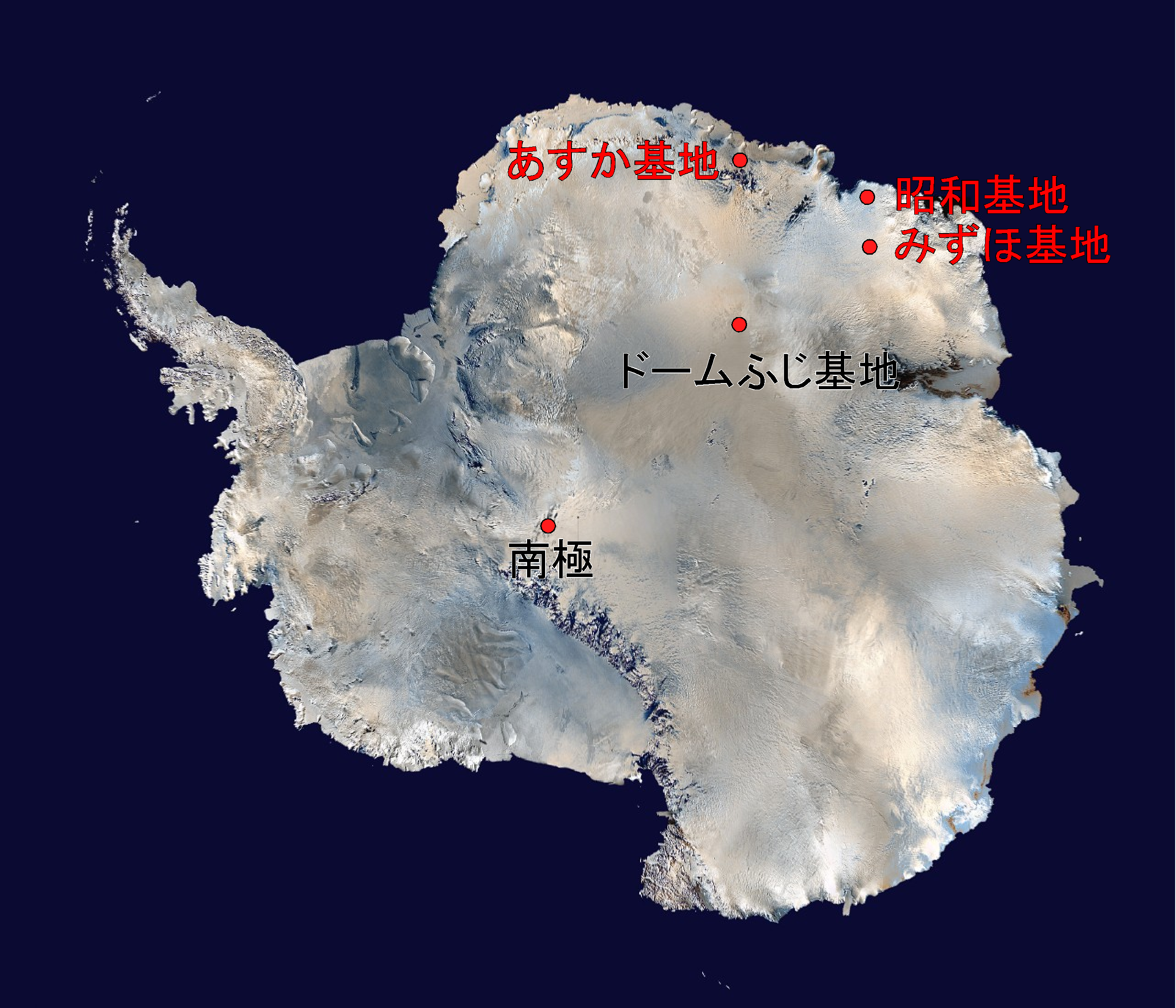
南極にある日本の基地

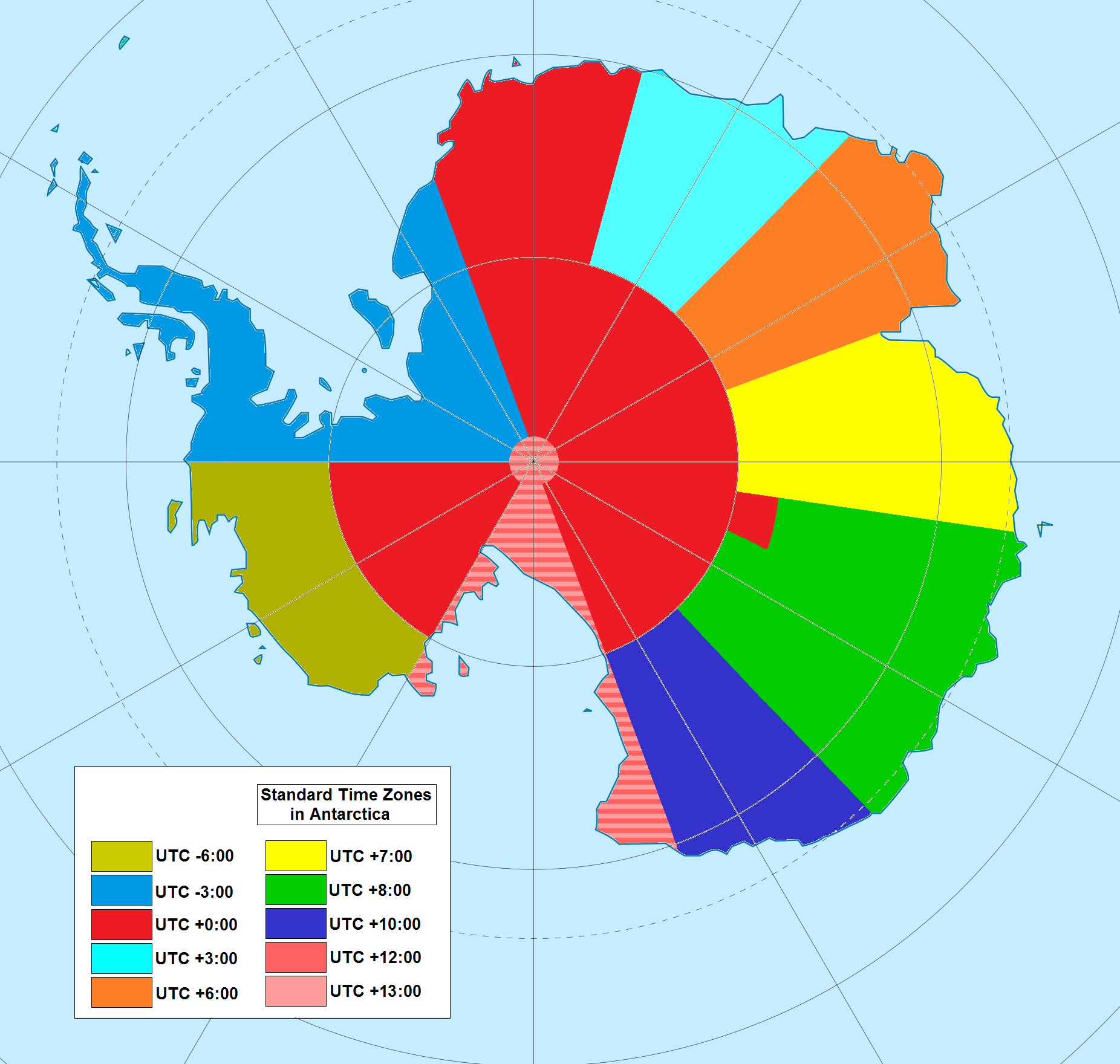
南極大陸の時間帯
（画像 上-下が経度0度-180度、右が東経90度）

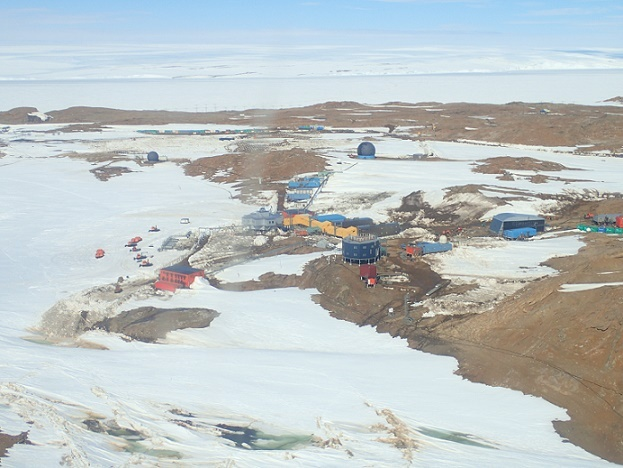
ヘリコプターより撮影（2018年12月）

### 施設
昭和基地は天体・気象・地球科学・生物学の観測を行う施設である。施設は大小60以上の棟からなり、3階建ての管理棟のほか、基本観測棟、自然エネルギー棟、居住棟、発電棟、汚水処理棟、観測棟、情報処理棟、衛星受信棟、焼却炉棟、電離層棟がある。このほかの施設として、大型大気レーダー、HF/MF観測アンテナ、機械建築倉庫、車庫、短波無線通信アンテナ、大型多目的アンテナ、インテルサット通信アンテナ、燃料タンク、ヘリポート、貯水用の荒金ダム、太陽光発電施設、風力発電施設、非常倉庫、廃棄物倉庫、夏期宿舎などがある。宗谷海岸沿岸の露岩域には短期滞在用の観測小屋が複数あり、昭和基地から1,000 km離れた南極大陸内にドームふじ基地とドームふじ観測拠点IIがある。
余暇を利用して隊員によるアマチュア局（8J1RL）の運用が行われている。多くの建物は木造プレハブ構造で、ミサワホーム製が使用されている。医務室、厨房、食堂、通信室、公衆電話室、ネットスタジオ、庶務室、娯楽室などは管理棟内にある。2基のディーゼル発電機が置かれ、交互に運転されている。ほぼ3週間毎の発電機の切り替え作業は、基地内の電力消費量を抑えた状態で実施される一大イベントとなっている。
郵政民営化までは郵便局もあり、現在は日本郵便銀座郵便局昭和基地内分室が置かれ、日本国内と同料金で手紙やハガキを日本本土とやり取りができるが、日本および南極への配送は越冬隊が帰還する際の年1回のみである。かつては昭和基地内郵便局の郵便番号として100-70（国立極地研究所扱い。枝番70はいったん閉鎖された基地の業務が再開された1970年にちなむ）が当てられていたが、現在は特に定められていない。

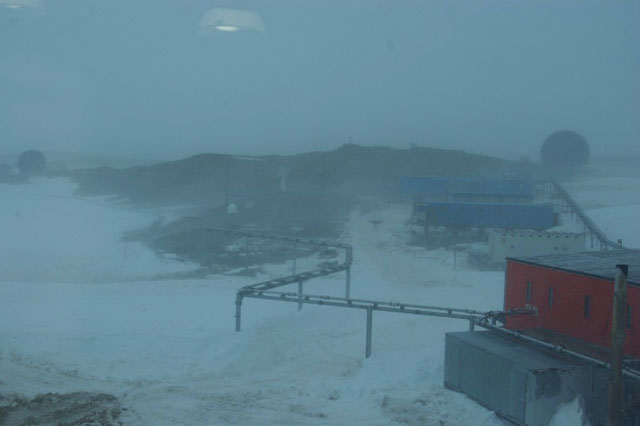
ブリザードに見舞われた昭和基地（2011年1月撮影）

主要な建物はシェルタータイプの連絡通路で接続され、荒天時でも移動できるよう配慮されているが、夏季滞在隊員用の宿舎などには連絡通路がないために、ブリザード発生時は建物から出入りできなくなる。そのため連絡通路で接続されていない建物には、簡易トイレや非常用食料の備蓄など、数日間そこで過ごせるような対策が講じられている。また、連絡通路で接続されていないが、インテルサット衛星設備など停止が許されない設備に故障などの障害が発生した際は、ブリザード発生中でも隊員が設備に赴き処置を施す必要がある。これらの設備には基地建物から誘導ロープが張られており、安全帯を締め命綱を誘導ロープにつないで移動する。
観測資材や食糧・燃料などの物資は、南極観測船によって運ばれる。海面の結氷状況により、基地付近に観測船の接岸が可能なときは、雪上車での横持ち輸送や、給油パイプ接続による燃料流送で基地への物資搬入が可能であるが、接岸困難なときは、沖合いに停泊した観測船からヘリコプターを使用した空輸に頼ることとなる。2009年（平成21年）の第51次南極観測隊および越冬隊から運用開始した観測船「しらせ（2代）」では、荷役作業の効率化のため物資の搭載がコンテナ化されており、これに対応して2007 - 2008年に、基地内にコンテナヤードが整備された。
基地内に購買店などは無く、生活必需品を任意に調達する事はできない。食事や飲み物は観測隊予算の中に組み込まれており、アルコール類を含めて追加負担はなく無料である。変化に乏しくマンネリ化しやすい基地生活のため、お花見会（基地内に手作りの桜の造花を飾る）やフルコースディナー会など、趣向を凝らしたイベントも開催される。生鮮食料品や冷凍食料品は、調理担当の隊員が賞味・消費期限や鮮度を管理・運用しているのに対し、間食類（チョコレートなど）の賞味期限管理はやや大雑把であり、賞味期限が過ぎた間食類が、隊員の自己責任で配布されることもあるとされる。

### 隊員
南極地域観測隊員は約80名で、そのうち約30名が越冬する。翌年度の隊が来た観測船で前年の越冬隊が帰国するため、基地には常に人がいることになる。隊員はオーストラリアまで空路で移動し、そこから南極観測船に搭乗する。
南極観測船は海上自衛隊所属の自衛官（女性含む）によって運航される。所管は文部科学省と極地研究所。越冬交代式は通常2月1日に行われている（61次から62次へは、COVID-19流行の影響で無補給無寄港航海となったため、近年では例外的に1月下旬に越冬交代している）。
1次越冬隊の際に有名になった樺太犬など犬ぞり用の犬は、その後環境保護に関する南極条約議定書（付属書II第四条）により生きた動物や植物などの南極への持ち込みが禁止されたため、現在はいない。
隊員は国家公務員の男性であるが、専門技能を持った民間企業の社員や、みなし隊員として民間企業出向の女性も派遣されている。隊員は精神面も含めて「完全に健康」であることが求められ、高血圧などの生活習慣病を含めて、何らかの疾患を抱えるものは隊員としては採用されないが、研究分野の関係で代替する人材がない場合は、この限りではない。越冬中は個人に対し4畳半の個室が貸与されている。

### 医療体制
医師2名が派遣されている。医師は一般公募制で女医の就任事例も少なくない。書類選考、面接で選考されるが、競争倍率は公表されない。凍傷や骨折を含む外傷治療が中心であるが、虫垂切除術が行われたこともある。出産に関する設備はなく、南極観測船が日本に向けて出発する前に女性越冬隊員に対しては妊娠検査が義務づけられる。
医務室の対応能力としては二次救急相当の機能であり、心筋梗塞や脳出血といった三次救急相当の能力はない。また他国基地への移送も雪上車で1か月程度かかり現実的ではないため、隊員は非常時の対応について強い制約がある旨を了承する誓約書の提出を求められる。
医師のみならず、一般隊員に対してもギプス固定や縫合のレクチャーが行われ、一般隊員が医療行為を行うこともある。これは、内陸のドームふじ基地への遠征観測（1か月前後かかる）には医師1名が同行し、その間は基地内に医師1名の体制となるほか、医師も重機の操作や観測機器の設営など日常的に屋外業務を行っており、常に建物内に医師がいる状態ではないためである。2名のうち1名は外科医・救急科医が就任することが多い。また、過去の着任医師には産婦人科医や泌尿器科医もおり、専門は多岐にわたっている。医師は歯科治療も担当するが、齲歯に対する抜歯処置が中心で、出国前に抜歯を中心としたレクチャーを受ける。

### 通信設備
2018年現在、南極には海底ケーブルなどの通信網は存在しておらず、通信のすべては無線機器によって賄われている。デジタル通信が主流になるにしたがい、1997年にはインマルサットを用いた通信衛星によるダイアルアップ接続が2時間ごとに行われ、電子メールやファクシミリのやり取りが可能となっていたが、無線パケット通信データの肥大化にともない、通信量が常に逼迫している状況に陥っていた。
2004年、第44次越冬隊によってインテルサットアンテナが敷設され、昭和基地におけるインターネットの常時接続が実現した。接続速度は3Mbps程度となるが、観測データのやり取り以外にも、教育活動としての南極からのリアルタイム授業や医療活動の際に、他医師との連携に用いられたり、余剰帯域については隊員のインターネット接続に利用されている。
2022年1 - 2月にかけて、第63次夏期間を用いNECネッツエスアイの協力を得て、南極域では世界初となるローカル5Gのシステムを設置。以後は基地周辺の屋外でもスマートフォンによる通信が利用可能となっている。
無線設備の保守・運用要員として、KDDIより毎年1名が南極へ出向している。
2024年2月、KDDIの協力を受け、スペースX社のスターリンクを活用した高速通信を開始。8K映像のリアルタイム伝送に成功。

### タイムゾーン
タイムゾーンは基地の経度からUTC+3時間（JST-6時間）としている（#南極大陸の時間帯の図を参照）。

## 気候
| 昭和基地の気候                                          | 昭和基地の気候 | 昭和基地の気候 | 昭和基地の気候 | 昭和基地の気候 | 昭和基地の気候 | 昭和基地の気候 | 昭和基地の気候 | 昭和基地の気候 | 昭和基地の気候 | 昭和基地の気候 | 昭和基地の気候 | 昭和基地の気候 | 昭和基地の気候 |
| 月                                                      | 1月            | 2月            | 3月            | 4月            | 5月            | 6月            | 7月            | 8月            | 9月            | 10月           | 11月           | 12月           | 年             |
| ------------------------------------------------------- | -------------- | -------------- | -------------- | -------------- | -------------- | -------------- | -------------- | -------------- | -------------- | -------------- | -------------- | -------------- | -------------- |
| 最高気温記録 °C （°F）                                  | 10.0 (50)      | 8.0 (46.4)     | 3.6 (38.5)     | 0.5 (32.9)     | 2.8 (37)       | −0.7 (30.7)    | −2.5 (27.5)    | −2.8 (27)      | −1.1 (30)      | 2.6 (36.7)     | 7.3 (45.1)     | 9.4 (48.9)     | 10.0 (50)      |
| 平均最高気温 °C （°F）                                  | 2.0 (35.6)     | −0.5 (31.1)    | −4.3 (24.3)    | −7.6 (18.3)    | −10.7 (12.7)   | −12.1 (10.2)   | −14.1 (6.6)    | −15.8 (3.6)    | −14.9 (5.2)    | −10.8 (12.6)   | −4.0 (24.8)    | 1.1 (34)       | −7.6 (18.3)    |
| 日平均気温 °C （°F）                                    | −0.7 (30.7)    | −2.9 (26.8)    | −6.5 (20.3)    | −10.1 (13.8)   | −13.5 (7.7)    | −15.2 (4.6)    | −17.3 (0.9)    | −19.4 (−2.9)   | −18.1 (−0.6)   | −13.5 (7.7)    | −6.8 (19.8)    | −1.6 (29.1)    | −10.4 (13.3)   |
| 平均最低気温 °C （°F）                                  | −3.7 (25.3)    | −5.5 (22.1)    | −9.2 (15.4)    | −13.0 (8.6)    | −16.6 (2.1)    | −18.7 (−1.7)   | −20.8 (−5.4)   | −23.3 (−9.9)   | −22.0 (−7.6)   | −17.2 (1)      | −10.4 (13.3)   | −4.6 (23.7)    | −13.7 (7.3)    |
| 最低気温記録 °C （°F）                                  | −12.6 (9.3)    | −18.2 (−0.8)   | −25.2 (−13.4)  | −35.9 (−32.6)  | −40.5 (−40.9)  | −38.3 (−36.9)  | −42.7 (−44.9)  | −42.2 (−44)    | −45.3 (−49.5)  | −34.7 (−30.5)  | −25.0 (−13)    | −12.9 (8.8)    | −45.3 (−49.5)  |
| 平均降雪日数 （≥0 cm）                                  | 11.0           | 14.2           | 19.3           | 20.1           | 18.5           | 17.2           | 18.9           | 19.3           | 18.2           | 20.2           | 13.9           | 10.7           | 200.6          |
| % 湿度                                                  | 67             | 68             | 71             | 72             | 67             | 65             | 66             | 64             | 64             | 69             | 68             | 68             | 67             |
| 平均月間日照時間                                        | 375.7          | 203.2          | 120.1          | 58.0           | 17.7           | 0.0            | 4.8            | 64.1           | 136.5          | 191.0          | 316.0          | 434.6          | 1,925.9        |
| 出典：気象庁 (平均値：1981年-2010年、極値：1957年-現在) |                |                |                |                |                |                |                |                |                |                |                |                |                |

|  | 現在、技術上の問題で一時的にグラフが表示されなくなっています。 |

| 年     |       |       |       |       |       | 1967  | 1968  | 1969  | 1970  | 1971  | 1972  | 1973  | 1974  | 1975  | 1976  | 1977  | 1978  | 1979  | 1980  | 1981  |
| 気温°C |       |       |       |       |       | -10.2 | -10.1 | -9.6  | -10.7 | -10.9 | -10.6 | -10.6 | -10.4 | -11.4 | -12.2 | -10.0 | -10.7 | -10.9 | -8.2  | -9.7  |
| 年     | 1982  | 1983  | 1984  | 1985  | 1986  | 1987  | 1988  | 1989  | 1990  | 1991  | 1992  | 1993  | 1994  | 1995  | 1996  | 1997  | 1998  | 1999  | 2000  | 2001  |
| 気温°C | -11.0 | -10.0 | -10.8 | -10.1 | -10.0 | -10.0 | -9.7  | -11.8 | -10.6 | -9.9  | -9.9  | -11.8 | -10.3 | -11.6 | -9.6  | -11.0 | -10.0 | -11.4 | -10.9 | -11.2 |
| 年     | 2002  | 2003  | 2004  | 2005  | 2006  | 2007  | 2008  | 2009  | 2010  | 2011  | 2012  | 2013  | 2014  | 2015  | 2016  | 2017  | 2018  | 2019  | 2020  | 2021  |
| 気温°C | -9.5  | -9.0  | -10.0 | -9.8  | -11.0 | -9.6  | -11.5 | -10.3 | -11.5 | -10.5 | -11.4 | -9.9  | -11.2 | -11.2 | -9.5  | -10.1 | -10.2 | -9.6  | -10.3 | -10.5 |

|  | 現在、技術上の問題で一時的にグラフが表示されなくなっています。 |

| 年     |       |       |       |       |       | 1967  | 1968  | 1969  | 1970  | 1971  | 1972  | 1973  | 1974  | 1975  | 1976  | 1977  | 1978  | 1979  | 1980  | 1981  |
| 気温°C |       |       |       |       |       | -10.2 | -10.1 | -9.6  | -10.7 | -10.9 | -10.6 | -10.6 | -10.4 | -11.4 | -12.2 | -10.0 | -10.7 | -10.9 | -8.2  | -9.7  |
| 年     | 1982  | 1983  | 1984  | 1985  | 1986  | 1987  | 1988  | 1989  | 1990  | 1991  | 1992  | 1993  | 1994  | 1995  | 1996  | 1997  | 1998  | 1999  | 2000  | 2001  |
| 気温°C | -11.0 | -10.0 | -10.8 | -10.1 | -10.0 | -10.0 | -9.7  | -11.8 | -10.6 | -9.9  | -9.9  | -11.8 | -10.3 | -11.6 | -9.6  | -11.0 | -10.0 | -11.4 | -10.9 | -11.2 |
| 年     | 2002  | 2003  | 2004  | 2005  | 2006  | 2007  | 2008  | 2009  | 2010  | 2011  | 2012  | 2013  | 2014  | 2015  | 2016  | 2017  | 2018  | 2019  | 2020  | 2021  |
| 気温°C | -9.5  | -9.0  | -10.0 | -9.8  | -11.0 | -9.6  | -11.5 | -10.3 | -11.5 | -10.5 | -11.4 | -9.9  | -11.2 | -11.2 | -9.5  | -10.1 | -10.2 | -9.6  | -10.3 | -10.5 |

|  | 現在、技術上の問題で一時的にグラフが表示されなくなっています。 |

|  | 現在、技術上の問題で一時的にグラフが表示されなくなっています。 |

|  | 現在、技術上の問題で一時的にグラフが表示されなくなっています。 |

|  | 現在、技術上の問題で一時的にグラフが表示されなくなっています。 |

|  | 現在、技術上の問題で一時的にグラフが表示されなくなっています。 |

|  | 現在、技術上の問題で一時的にグラフが表示されなくなっています。 |

|  | 現在、技術上の問題で一時的にグラフが表示されなくなっています。 |

|  | 現在、技術上の問題で一時的にグラフが表示されなくなっています。 |

|  | 現在、技術上の問題で一時的にグラフが表示されなくなっています。 |

|  | 現在、技術上の問題で一時的にグラフが表示されなくなっています。 |

|  | 現在、技術上の問題で一時的にグラフが表示されなくなっています。 |

|  | 現在、技術上の問題で一時的にグラフが表示されなくなっています。 |

|  | 現在、技術上の問題で一時的にグラフが表示されなくなっています。 |

|  | 現在、技術上の問題で一時的にグラフが表示されなくなっています。 |

|  | 現在、技術上の問題で一時的にグラフが表示されなくなっています。 |

|  | 現在、技術上の問題で一時的にグラフが表示されなくなっています。 |

氷雪気候に属し、1年を通して平均気温は氷点下である。昭和基地における観測記録上の最低気温は-45.3°C（1982年9月4日）、最大瞬間風速は61.2メートルである（1996年5月27日）。（2011年12月時点）
1967年 - 1968年の第8次南極地域観測隊が、北海道からヤナギの木を実験的に移植したが、数年で枯死した。枯木はそのまま放置されていたが、2011年 - 2013年の調査で、41本の幹（枝）から表面殺菌法により菌類を分離した結果、43菌株が分離された。いくつかの菌種は土壌から検出されており、南極土着の菌種であることが示唆されたという。

## 歴史

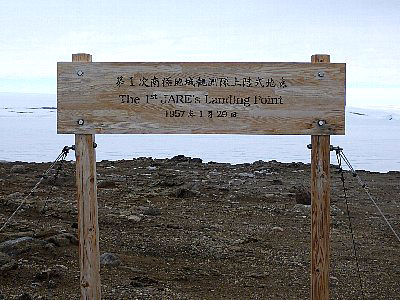
第一次南極地域観測隊の上陸地点

昭和基地の歴史は、ほぼそのまま日本の南極観測の歴史でもある。
1951年（昭和26年）に国際地球観測年が提唱されると、日本はこれに参加を希望した。当初、赤道観測を行う予定であったが、予定地の領有権を持つアメリカの許可が出ず、1955年2月、南極観測に切り替え、12か国による共同南極観測に参加した。本来は2次で終了する予定であった。準備期間が短く、観測船「宗谷」も旧船を急ぎ改造したものであった。観測隊出発まで基地の場所は決まらず、決定は隊長に一任されていた。
1956年に出発した南極観測船「宗谷」で、永田武隊長率いる第1次南極観測隊53名が東オングル島に到着。1957年1月29日に永田らが上陸、昭和基地と命名する。1月31日の正式決定のあと2月1日から建設が始まる。2月8日、永田はここで一夜を明かした。永田らは2月15日に離岸する。このとき完成していた棟は4つで、うち1つは発電棟だった。隊員のうち西堀栄三郎副隊長兼越冬隊長以下11名が越冬した。1次隊は観測器具が凍りつくなどの極度の困難が続いた。このときに輸送などで活躍したのが、樺太犬による犬ぞりであった。一方、2月15日に離岸した「宗谷」は分厚い氷に完全に閉じ込められ、28日に当時の最新鋭艦だった旧ソ連の「オビ」号に救出された。
1958年、1次隊に続けて隊長となった永田率いる第2次観測隊を乗せた「宗谷」は深い岩氷に挟まれ、接岸を断念。2月14日、1次隊越冬隊の全隊員は飛行機とヘリコプターで脱出した。犬のうち15頭はその後の活動のため残された。しかし天候は回復せず、2月24日正午（一説では13時）、永田は越冬不成立を宣言。犬は置き去りにされた。当初2次で終了する予定であった観測隊が、2次観測隊の不成立により3次まで延長され、1年後に第3次越冬隊が昭和基地に到着すると、犬のうちタロとジロの2頭が昭和基地で生き残っているのが発見された。この逸話は映画「南極物語」になり、大ヒットしている。
1959年1月から3月までの間、「宗谷」がプリンスハラルドに接岸の期間中、「宗谷船内郵便局昭和基地分室」が基地内に置かれた。

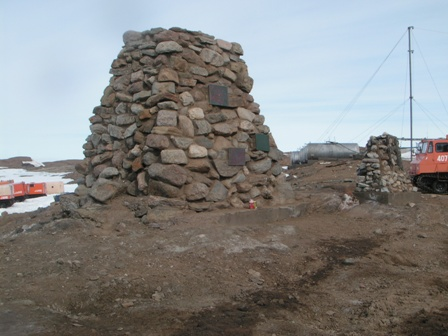
福島ケルン

1960年10月10日、基地内でそりを固定しようとしていた第4次越冬隊員の福島紳（1930年 - 1960年）が遭難。同10月17日死亡が確定される。遭難地点（S69°、E39°35′）には越冬隊によってケルンが建てられた。このケルンは福島ケルンと呼ばれ、1972年に環境保護に関する南極条約議定書（付属書V第八条）に基づき南極の史跡遺産に指定され、日本では南極史跡記念物に定められている。福島隊員の遺体は1968年に、基地より約4 km離れた西オングル島で発見された。
当初2次で終了するはずだった南極観測隊は、結局5次まで延長され、さらに再延長を求める声が高まったが、「宗谷」の老朽化により、1961年出発、1962年帰還の第6次観測隊（越冬はせず）により日本の南極観測は中断、昭和基地は再び閉鎖された（1962年2月8日 - 1965年11月20日）。
1965年に竣工した南極観測船「ふじ」による、第7次観測隊および越冬隊から再開、1983年（昭和58年）の第25次観測隊および越冬隊から「しらせ（初代）」に変わった。
観測船「宗谷」「ふじ」「しらせ（初代）」には船内郵便局があり、それぞれ独自の風景印を使用していた。
1973年（昭和48年）9月29日に昭和基地は国立極地研究所の観測施設となった。
1978年（昭和53年）11月25日、NHKが職員11名を派遣し、基地内に南極放送局を開設。1979年（昭和54年）1月28日から2月3日にかけて世界初の南極からの衛星中継を実施した。その24年後の2003年（平成15年）1月から2004年1月2日まで、基地内にNHK南極ハイビジョン放送センターを開設。職員5名が2002年12月から越冬してセンターの建設と日本へ放送の送信を行っていたが、2004年3月に帰国した。替わって、2004年1月1日から朝日新聞の南極支局が開設された。
砕氷艦「しらせ」の老朽化により、観測活動の継続に支障が懸念されたが、2006年にユニバーサル造船舞鶴事業所において、後継艦が建造された（2007年起工、2009年5月完成）。艦名は先代に引き続き「しらせ（2代）」となり、2009年（平成21年）の第51次南極観測隊および越冬隊から運用開始した。

## ロケットの打ち上げ
昭和基地では1970年から1985年にかけて、オゾン測定やオーロラ観測などを目的とし、54の観測ロケットを打ち上げた。打ち上げられたのはS-160JAやS-210JA、S-310JA、MT-135JAで、高度は60 - 220 km程度である。
| 発射ロケット一覧                       | 発射ロケット一覧 | 発射ロケット一覧 | 発射ロケット一覧 |
| 日時(GMT)                              | ロケット         | 高度             | 搭載機器 |
| -------------------------------------- | ---------------- | ---------------- | --- |
| 1970年02月10日 12:30                   | S-160JA-1        | 87 km            | TP、電子密度測定器、オゾン観測器 |
| 1970年02月17日 12:10                   | S-160JA-2        | 88 km            | TP、電子密度測定器 |
| 1971年04月30日 10:00                   | S-160JA-3        | 83 km            | TP、電子密度測定器、オゾン観測器 |
| 1971年06月24日 01:05                   | S-210JA-4        | 130 km           | TP、オーロラX線観測器、極光紫外線観測器 |
| 1971年07月21日 21:52                   | S-210JA-3        | 131 km           | TP、オーロラX線観測器、極光紫外線観測器 |
| 1971年08月10日 02:24                   | S-210JA-1        | 139 km           | TP、電場観測器 |
| 1971年09月13日 21:50                   | S-210JA-5        | 115 km           | TP、電子密度測定器、オゾン観測器 |
| 1971年09月24日 21:08                   | S-210JA-2        | 138 km           | TP、極光紫外線観測器、極光電波雑音観測器 |
| 1971年12月03日 12:00                   | S-210JA-6        | 131 km           | TP、電子密度測定器、オゾン観測器 |
| 1972年02月11日 12:00                   | S-210JA-12       | 108 km           | TP、電子密度測定器 |
| 1972年04月16日 23:42                   | S-160JA-4        | 86 km            | ? |
| 1972年05月13日 23:13                   | S-210JA-9        | 129 km           | TP、電子密度測定器、オーロラX線観測器、極光紫外線観測器 |
| 1972年05月15日 23:02                   | S-210JA-10       | 115 km           | TP、電子密度測定器、オーロラX線観測器、極光紫外線観測器 |
| 1972年08月07日 01:45                   | S-210JA-11       | 126 km           | TP、電子密度測定器、極光紫外線観測器、極光可視光線観測器 |
| 1972年08月11日 01:01                   | S-210JA-8        | 127 km           | TP、電子密度測定器 |
| 1972年12月13日 21:23                   | S-210JA-7        | 126 km           | TP、極光可視光線観測器電子密度測定器 |
| 1973年02月14日 20:45                   | S-210JA-16       | 103 km           | TP、オーロラX線観測器、電子密度測定器 |
| 1973年03月25日 17:47                   | S-210JA-14       | 114 km           | TP、極光赤外線観測器、極光可視光線観測器、電場観測器 |
| 1973年04月22日 18:25                   | S-210JA-17       | 124 km           | TP、オーロラX線観測器、電子密度測定器 |
| 1973年06月10日 17:20                   | S-210JA-13       | 123 km           | TP、極光赤外線観測器、極光可視光線観測器 |
| 1973年06月11日 18:10                   | S-210JA-15       | 125 km           | TP、極光赤外線観測器、極光可視光線観測器 |
| 1973年07月15日 16:09                   | S-210JA-19       | 131 km           | TP、電波雑音測定器 |
| 1973年08月22日 21:53                   | S-210JA-18       | 129 km           | TP、電場測定器、電子密度測定器 |
| 1976年01月25日 23:20                   | S-210JA-22       | 127 km           | TP、NO測定器、電子密度測定器、35 keV以上の電子エネルギースペクトル測定器                                                                                      |
| 1976年02月13日 09:45                   | S-310JA-1        | 216 km           | TP、VLFスペクトルの測定器、HF帯スペクトルの測定器 電子密度測定器、電子温度測定器                                                                              |
| 1976年06月24日 23:40                   | S-210JA-20       | 118 km           | TP、VLFスペクトルの測定器、HF帯スペクトルの測定器 電子密度測定器、35 keV以上の電子エネルギースペクトル測定器                                                  |
| 1976年07月26日 00:23                   | S-210JA-21       | 116 km           | TP、VLFスペクトルの測定器、HF帯スペクトルの測定器 電子密度測定器、35 keV以上の電子エネルギースペクトル測定器                                                  |
| 1976年08月16日 23:54                   | S-210JA-24       | 118 km           | TP、電場測定器、電子密度測定器 |
| 1976年09月01日 00:00                   | S-210JA-25       | 125 km           | TP、電場測定器、電子密度測定器 |
| 1976年09月13日 04:31                   | S-210JA-23       | 120 km           | TP、NO測定器、電子密度測定器、35 keV以上の電子エネルギースペクトル測定器                                                                                      |
| 1977年02月10日 00:22                   | S-310JA-2        | 212 km           | TP、VLFスペクトルの測定器、VLFヒスのポインティングフラックス測定器 HF帯のノイズスペクトラム測定器、電子密度測定器、30 keV以上の電子エネルギースペクトル測定器 |
| 1977年03月27日 03:55                   | S-210JA-28       | 106 km           | TP、NO測定器、オゾン測定器、電子密度測定器 |
| 1977年04月11日 05:00                   | S-210JA-26       | 105 km           | TP、NO測定器、オゾン測定器、電子密度測定器 |
| 1977年07月12日 16:15                   | S-210JA-29       | 118 km           | TP、静電場の測定、電場測定器、電子密度のゆらぎ測定器 |
| 1977年07月26日 15:35                   | S-310JA-3        | 221 km           | TP、VLFスペクトル測定器、電子プラズマ波・イオン波のW-K測定器 電子密度測定器、30 keV以上の電子エネルギースペクトル測定器                                       |
| 1977年08月10日 12:47                   | S-210JA-27       | 120 km           | TP、NO測定器、オゾン測定器、電子密度測定器 |
| 1978年01月28日 20:20                   | S-210JA-30       | 125 km           | TP、NO密度測定器、オゾン密度測定器、電子密度測定器 |
| 1978年02月06日 18:55                   | S-210JA-31       | 116 km           | TP、NO密度測定器、オゾン密度測定器、電子密度測定器 |
| 1984年04月04日 19:27                   | S-310JA-8        | 201 km           | TP、オーロラ粒子測定器 電子密度測定器、ラングミュアプローブ、地磁気姿勢計                                                                                     |
| 1984年05月03日 22:14                   | S-310JA-9        | 204 km           | TP、オーロラ粒子測定器 電子密度測定器、ラングミュアプローブ、地磁気姿勢計                                                                                     |
| 1984年05月28日 23:17                   | S-310JA-10       | 209 km           | TP、オーロラ粒子測定器 電子密度測定器、ラングミュアプローブ、地磁気姿勢計                                                                                     |
| 1985年01月30日 14:00                   | MT-135JA-1       | 60 km            | |
| 1985年03月26日 14:30                   | MT-135JA-2       | 60 km            | |
| 1985年05月29日 00:59                   | S-310JA-11       | 212 km           | TP、オーロラ粒子測定器、低周波プラズマ測定器、プラズマ密度測定器 高周波プラズマ測定器、電子密度測定器、オーロラ電場測定器、磁場測定器、地磁気姿勢計           |
| 1985年06月28日 13:35                   | MT-135JA-3       | 61 km            | |
| 1985年06月28日 16:16                   | MT-135JA-5       | 71 km            | |
| 1985年06月28日 18:10                   | MT-135JA-6       | 73 km            | |
| 1985年06月28日 20:02                   | MT-135JA-7       | 69 km            | |
| 1985年06月28日 21:58                   | MT-135JA-4       | 69 km            | |
| 1985年07月12日 19:35                   | S-310JA-12       | 222 km           | TP、オーロラ粒子測定器、低周波プラズマ測定器、プラズマ密度測定器 高周波プラズマ測定器、電子密度測定器、オーロラ電場測定器、磁場測定器、地磁気姿勢計           |
| 1985年09月25日 14:00                   | MT-135JA-9       | 71 km            | |
| 1985年09月25日 16:00                   | MT-135JA-8       | 71 km            | |
| 1985年09月25日 18:00                   | MT-135JA-11      | 72 km            | |
| 1985年09月25日 20:00                   | MT-135JA-10      | 73 km            | |
| 引用資料：。搭載機器の項目はに従った。 |                  |                  | |

## ドロンニング・モード・ランド
日本の昭和基地やみずほ基地は、ノルウェーが1939年以降、領有権を主張するドロンニング・モード・ランドの領域に含まれる。1961年発効の南極条約第4条により、南極地域における領土主権・請求権は凍結されているが、同じく第4条では「領有権主張の放棄は意味しない」とも明記されており、21世紀以降でもノルウェー首相がこの地を公式訪問し3つの山に対して命名を行ったり、南極点までの範囲を正式にノルウェー領に併合すると発表したりと、同国はこの地を一貫して自国領と主張している。

## 登場作品
ドキュメンタリー番組では単発・連続それぞれで何回も取り上げられるため、ここではドキュメンタリー番組以外の娯楽作品に絞って記す。

### 映画
『南極物語』
第1回南極観測隊の活動とタロとジロの生存を描いた映画。劇中前半の舞台となる。
『復活の日』
細菌兵器による世界規模のパンデミックで人類の大半が死滅した世界で、南極はウイルスが蔓延せず、昭和基地をはじめとする各国の南極観測隊が人類存続を目指していく。劇中ではアマチュア無線での情報収集中に、病魔に侵されつつも生存していたアメリカの子どもの声を受信する。
撮影は実際に昭和基地で行われ、35ミリ映画用カメラでロケ撮影を行った初の映画となった。

### テレビドラマ
『南極大陸』
『南極物語』と同様、第1回南極観測隊とタロとジロの生存を中心に描く。

### アニメ
『宗谷物語』
初代観測船「宗谷」の建造から引退までの経緯を描くドキュメンタリーアニメーションで、観測任務中の宗谷は必ず本基地を目指すことになるために、南極にまつわる各エピソードでは何らかの形で必ず取り上げられる。なお、前述の2関連作品のエピソードも作中で語られる。
『宇宙よりも遠い場所』
主人公の少女たちが参加する、民間南極観測隊の南極での活動拠点として登場（作中では砕氷艦「しらせ」ともども民間に払い下げられており、主人公たちの観測隊が使用している）。